# Bistensee
Bistensee este o localitate din comuna Ahlefeld-Bistensee din landul Schleswig-Holstein, Germania. Bistensee a fost până de curând o comună de sine stătătoare, dar la 1 martie 2008 a fuzionat cu comuna vecină Ahlefeld, formând împreună comuna actuală Ahlefeld-Bistensee.
1. ↑  GeoNames